# Bomba Humana
O Bomba Humana é um super-herói fictício publicado pela DC Comics. Sua primeira aparição se deu em Police Comics #1 (Agosto de 1941), quando foi criado pelo escritor e artista Paul Gustavson.

## Histórico de publicação
O Bomba Humana foi originalmente publicado pela editora Quality Comics até a falência da mesma - com a aquisição da empresa pela DC Comics, começou a ser publicado pela editora como membro dos Combatentes da Liberdade. A primeira versão do personagem viria à falecer durante a Crise Infinita, um mega-evento que afetou toda a editora. Com a recente reformulação dos Combatentes, uma nova versão do personagem começou a ser publicada. Police Comics #1, a revista que marca sua primeira aparição, foi também aonde ocorreu a estréia do Homem-Borracha e da Lady Fantasma.

## Histórico biográfico

### Roy Lincoln

#### Quality comics
Roy Lincoln era originalmente um cientista trabalhando com seu pai em um químico explosivo especial chamado "27-QRX." Entretanto, quando Espiões Nazi invadem seu laboratório e matam seu pai, ele resolve ingerir o químico para prevenir que ele caia nas mãos deles. Como resultado, Lincoln ganhou a habilidade de causar explosões com qualquer objeto que ele toca, particularmente por suas mãos. a unica forma de controlar isso era usar luvas especiais com asbestos (O que era subsequentemente reconectado em "fibro-cera" depois que os males dos asbestos na saúde humana foram descobertos).Usando um traje de contenção para prevenir qualquer explosão acidental, Lincoln se torna o "Bomba Humana", removendo suas luvas apenas para expor seus poderes explosivos contra Nazis e Japoneses, assim como criminosos comuns. Ele mais tarde ganhou controle o suficiente de seus poderes para poder retirar o traje de contenção, apesar de suas luvas continuarem sendo necessárias.
As histórias de Bomba Humana continuaram em "Police Comics" a partir da edição 58, publicada em setembro de 1946. Durante essa fase, ele ganhou um parceiro alívio cômico chamado "Hustace Throckmorton", que adquiriu poderes como os do Bomba Humana (Apesar de o dele ser centrado nos pés) após receber uma transfusão de sangue de super herói em uma emergencia. Throckmorton foi então rapidamente trocado por tres jovens que eram coletivamente chamados "Os Bombardeiros".

#### DC Comics
Depois da Quality Comics falir em 1956, A DC comics adquiriu os direitos do Bomba Humana bem como de outras propriedades da Quality Comics. O Bomba Humana continuou sem publicação até que ele e vários outros antigos heróis da Quality foram re-lançados em Liga da Justiça America #107 (Outubro, 1973) Como os Freedom Fighters.  Como era feito com muitos outros personagens da DC que foram adquiridos de outras editoras ou que eram persoangens de títulos da Era de Ouro, os Freedom Fighters estavam localizados num Mundo Paralelo, neste caso chamado Terra-X, no qual a Alemanha Nazista ganhou a Segunda Guerra Mundial. O time teve sua própria série por quinze edições (1976-1978), no qual eles temporariamente deixaram a Terra X pela Terra-1 (aonde a maioria dos títulos da DC estava). O Bomba Humana foi então convidado especial do All-star Squadron, um grupo de super heróis que ficava na Terra-2, o local aonde os heróis da DC durante a era da guerra estavam, e tinha mais prioridade que os outros Freedom Fighters que supostamente foram embora para a Terra-X.
O personagem então apareceu com o resto dos super heróis da DC em Crise nas Infinitas Terras, uma história que tinha como intenção eliminar histórias confusas que a DC havia criado para seus personagens por emergir retroativamente em vários mundos paralelos em um. Isto apagou o antigo Bomba Humana dos dias de Terra X, e mesclou os personagens do All-star Squadron e Freedom Fighters para que os Freedom Fighters tenham sido apenas um subgrupo do Esquadrão. O Bomba Humana subsequentemente aparece em várias edições da Sociedade da Justiça da América em 2003.  Sua morte foi decretada em Crise Infinita #1 (Out, 2005) nas mãos de Bizarro, quando os Freedom Fighters lutaram com a Sociedade Secreta dos Super Vilões.  Após o Bomba HUmana matar o Doutor Polaris em um ataque de raiva, Bizarro atacou o bomba, martelando sua face para produzir explosões mais coloridas. o corpo de Lincoln foi ativado pelo espancamento brutal que ele recebeu, mas sua natureza explosiva não feriu Bizarro. As explosões pararam enquanto Bizarro continuava a bater, indicando que o poder acabou no instante da morte.
Seu corpo foi sepultado no Washington Monument, perto de seus camaradas falecidos, Lady Fantasma e Black Condor. Ambos morreram em combate com a Sociedade.

### Andy Franklin
Em Crisis Aftermath: The Battle For Blüdhaven #1, é apresentado um personagem chamado Andy Franklin, um ex-cientista que, pego pela explosão que destruiu a cidade de Blüdhaven, e se torna cobaia de experimentos realizados em instalações militadores situadas nos escombros da cidade. Na segunda edição da série, ele se torna o novo Bomba Humana - mas somente apresenta a extensão de seus poderes na terceira edição, aonde removi um pedaço de sua unha e mata vários dos Cavaleiros Atômicos.
Na série Uncle Sam & the Freedom Fighters o personagem Tio Sam diz, na segunda edição, que apenas uma goto do suor de Franklin seria suficiente para acabar com toda a ilha de Manhattan.

## Versões alternativas
- Em Reino do Amanhã, Mark Waid e Alex Ross' apresentam brevemente o personagem, na segunda edição da minissérie, no bar no qual Superman vai para recrutrar membros para a nova Liga da Justiça.
- Na edição final da série 52, o Multiverso DC é re-apresentado, consistindo de 52 realidade parelelas. Entre as "Terras" apresentadas, encontra-se uma designada Terra-10, que assemelha-se à Terra-X existente no período pré-Crise nas Infinitas Terras. Ainda que o nomes do personagem não seja mencionado, eles é visualmente semelhante à Roy Lincoln.[1] 
 Segundo o escritor Grant Morrison, um dos autores da série, esse universo alternativo não é a Terra-X pré-Crise.[2]